# Aphrosylus piscator
Aphrosylus piscator is een vliegensoort uit de familie van de slankpootvliegen (Dolichopodidae). De wetenschappelijke naam van de soort is voor het eerst geldig gepubliceerd in 1902 door Bernhard Lichtwardt.